# Takashimaya
Takashimaya Co., Ltd. (яп. 株式会社髙島屋 Кабусикигайся Такасимая) — японская сеть универмагов со штаб-квартирой в центральном районе Осаки. В настоящее время[когда?] сеть состоит из 20 магазинов в Токио, Осаке, Иокогаме и других городах. Такасимая продаёт продукты питания, одежду и обувь, электронику, посуду, сувениры, постельное бельё и прочие товары для дома, украшения, косметику, игрушки и прочие товары. Многие магазины представляют собой большие многоэтажные здания, например универмаг Такасимая, расположенный в Синдзюку и являющийся одним из самых крупных универмагов Японии, расположен на 15 этажах, на 12 из которых размещены торговые отделы, на последних трёх рестораны и кафе.

## История
В 1831 году в Киото появилось нескольких лавок по продаже кимоно. В 1840 году появился спрос на экспорт национальной японской одежды и вырос товарооборот внутри страны, поэтому Такасимая быстро развивалась. В 1919 году произошла реорганизация, компания переехала в Осаку и приобрела название Галантерейный магазин Takashimaya Co., Ltd (яп. 株式会社髙島屋呉服店), а в 1930 году название сменилось на современное Takashimaya Co., Ltd (яп. 株式会社髙島屋).